# Liste von Terroranschlägen auf den Philippinen
Die Liste von Terroranschlägen auf den Philippinen beinhaltet eine Übersicht über auf den Philippinen geschehene Terroranschläge.

## Erläuterung
In der Spalte Politische Ausrichtung ist die politische bzw. weltanschauliche Einordnung der Täter angegeben: faschistisch, rassistisch, nationalistisch, nationalsozialistisch, sozialistisch, kommunistisch, antiimperialistisch, islamistisch (schiitisch, sunnitisch, deobandisch, salafistisch, wahhabitisch), hinduistisch. Bei vorrangig auf staatliche Unabhängigkeit oder Autonomie zielender Ausrichtung ist autonomistisch vorangestellt, gefolgt von der Region oder der Volksgruppe und ggf. weiteren Merkmalen der Täter: armenisch, irisch (katholisch), kurdisch, tirolisch, tschetschenisch, dagestanisch, punjabisch (sikhistisch), palästinensisch.
Die Opferzahlen der Anschläge werden farbig dargestellt:

Die Zahl bei den Anschlägen getöteter/verletzter Täter ist in Klammern ( ) gesetzt.

## 1970
| Datum/Beginn   | Ort          | Artikel/Quelle(n) | Täter | Politische Ausrichtung | Mittel      | Ziel                          | Tote | Verletzte | Hintergrund |
| -------------- | ------------ | ----------------- | ----- | ---------------------- | ----------- | ----------------------------- | ---- | --------- | ----------- |
| 21. April 1970 | Cauayan City | [ 1 ]             |       |                        | Sprengstoff | Philippine-Airlines-Flughafen | 36   | 0         |             |

## 1976
| Datum/Beginn | Ort        | Artikel/Quelle(n) | Täter                | Politische Ausrichtung | Mittel                | Ziel                     | Tote    | Verletzte | Hintergrund   |
| ------------ | ---------- | ----------------- | -------------------- | ---------------------- | --------------------- | ------------------------ | ------- | --------- | ------------- |
| 21. Mai 1976 | Davao City | [ 2 ]             | Muslimische Rebellen |                        | Schusswaffe, Granaten | Philippine Airlines-Flug | 10 (+3) | 22 (+3)   | Moro-Konflikt |

## 1978
| Datum/Beginn    | Ort            | Artikel/Quelle(n) | Täter | Politische Ausrichtung         | Mittel                    | Ziel        | Tote | Verletzte | Hintergrund   |
| --------------- | -------------- | ----------------- | ----- | ------------------------------ | ------------------------- | ----------- | ---- | --------- | ------------- |
| 19. Januar 1978 | Davao City     | [ 3 ]             |       |                                | Granaten                  | Universität | 2    | 36        | Moro-Konflikt |
| 13. April 1978  | Upi            | [ 4 ]             | MNLF  | autonomistisch, föderalistisch | Automatische Schusswaffen | Bus         | 43   |           | Moro-Konflikt |
| 19. April 1978  | Isabela City   | [ 5 ]             |       |                                | Granatwerfer              | Markt       | 2    | 52        | Moro-Konflikt |
| 20. April 1978  | Zamboanga City | [ 6 ]             | MNLF  | autonomistisch, föderalistisch | Granate                   | Theater     | 2    | 46        | Moro-Konflikt |

## 1979
| Datum/Beginn      | Ort            | Artikel/Quelle(n) | Täter | Politische Ausrichtung         | Mittel   | Ziel       | Tote | Verletzte | Hintergrund   |
| ----------------- | -------------- | ----------------- | ----- | ------------------------------ | -------- | ---------- | ---- | --------- | ------------- |
| 24. Dezember 1979 | Zamboanga City | [ 7 ]             | MNLF  | autonomistisch, föderalistisch | Granaten | Kathedrale | 6    | 28        | Moro-Konflikt |

## 1980
| Datum/Beginn      | Ort            | Artikel/Quelle(n)                  | Täter                         | Politische Ausrichtung         | Mittel      | Ziel                   | Tote | Verletzte | Hintergrund   |
| ----------------- | -------------- | ---------------------------------- | ----------------------------- | ------------------------------ | ----------- | ---------------------- | ---- | --------- | ------------- |
| 19. Januar 1980   | Cotabato City  | [ 8 ]                              | MNLF                          | autonomistisch, föderalistisch | Granaten    | Wahlkampfveranstaltung | 1    | 20        | Moro-Konflikt |
| 09. März 1980     | Ozamis         | [ 9 ] [ 10 ] [ 11 ]                | MNLF                          | autonomistisch, föderalistisch | Sprengstoff | Theater                | 38   | 120       | Moro-Konflikt |
| 13. April 1980    | Pagadian       | [ 12 ]                             | MNLF                          | autonomistisch, föderalistisch | Sprengstoff | Zivilisten             | 11   | 100       | Moro-Konflikt |
| 04. Oktober 1980  |                | [ 13 ] [ 14 ] [ 15 ] [ 16 ] [ 17 ] | April 6th Liberation Movement |                                | Sprengstoff | Hotels                 | 0    | 50        |               |
| 19. Oktober 1980  | Manila         | [ 18 ]                             | April 6th Liberation Movement |                                | Sprengstoff | Konferenz              | 0    | 20        |               |
| 03. Dezember 1980 | Manila         | [ 19 ]                             |                               |                                | Granate     | Diskothek              | 6    | 20        |               |
| 27. Dezember 1980 | General Santos | [ 20 ]                             |                               |                                | Granate     | Bestattungsinstitut    | 7    | 22        |               |

## 1981
| Datum/Beginn     | Ort             | Artikel/Quelle(n) | Täter                | Politische Ausrichtung              | Mittel  | Ziel             | Tote | Verletzte | Hintergrund                                          |
| ---------------- | --------------- | ----------------- | -------------------- | ----------------------------------- | ------- | ---------------- | ---- | --------- | ---------------------------------------------------- |
| 10. Februar 1981 | Lanao del Norte | [ 21 ]            |                      |                                     |         | Arbeiter         | 20   | 0         | Moro-Konflikt                                        |
| 20. April 1981   | Davao City      | [ 22 ]            | vermutlich NPA       | marxistisch-leninistisch-maoistisch | Granate | Kathedrale       | 13   | 161       | Kommunistischer Revolutionskampf auf den Philippinen |
| 19. Mai 1981     | Cotabato City   | [ 23 ]            | Muslimische Rebellen |                                     | Granate | Hahnenkampfarena | 4    | 47        | Moro-Konflikt                                        |

## 1982
| Datum/Beginn      | Ort            | Artikel/Quelle(n)                                       | Täter                            | Politische Ausrichtung         | Mittel                  | Ziel      | Tote | Verletzte | Hintergrund   |
| ----------------- | -------------- | ------------------------------------------------------- | -------------------------------- | ------------------------------ | ----------------------- | --------- | ---- | --------- | ------------- |
| 10. Februar 1982  | Cotabato City  | [ 24 ]                                                  |                                  |                                | Sprengstoff, Granate(n) | Markt     | 1    | 21        |               |
| 10. Mai 1982      | Zamboanga City | [ 25 ] [ 26 ] [ 27 ] [ 28 ] [ 29 ] [ 30 ] [ 31 ] [ 32 ] | MNLF                             | autonomistisch, föderalistisch | Sprengstoff             | Geschäfte | 4    | 70        | Moro-Konflikt |
| 26. Dezember 1982 | Pagadian       | [ 33 ]                                                  |                                  |                                | Sprengstoff             | Schiff    | 6    | 70        |               |
| 26. Dezember 1982 | Pagadian       | [ 34 ]                                                  | vermutlich Muslimische Guerillas |                                | Sprengstoff             | Markt     | 3    | 33        | Moro-Konflikt |

## 1984
| Datum/Beginn      | Ort    | Artikel/Quelle(n) | Täter | Politische Ausrichtung | Mittel                                               | Ziel          | Tote | Verletzte | Hintergrund |
| ----------------- | ------ | ----------------- | ----- | ---------------------- | ---------------------------------------------------- | ------------- | ---- | --------- | ----------- |
| 03. November 1984 | Lianga | [ 35 ]            |       |                        | Automatische Schusswaffen, Granaten, Molotowcocktail | Polizeiposten | 58   | 21        |             |

## 1985
| Datum/Beginn       | Ort          | Artikel/Quelle(n) | Täter          | Politische Ausrichtung              | Mittel                                  | Ziel              | Tote | Verletzte | Hintergrund                                          |
| ------------------ | ------------ | ----------------- | -------------- | ----------------------------------- | --------------------------------------- | ----------------- | ---- | --------- | ---------------------------------------------------- |
| 15. Januar 1985    | Davao City   | [ 36 ]            |                |                                     | Granate                                 | Militärfahrzeug   | 0    | 27        |                                                      |
| 14. Februar 1985   | Manila       | [ 37 ]            |                |                                     | Brandstiftung                           | Hotel             | 30   | 0         |                                                      |
| 28. März 1985      | Manila       | [ 38 ]            | NPA            | marxistisch-leninistisch-maoistisch |                                         | Dorf              | 20   | 0         | Kommunistischer Revolutionskampf auf den Philippinen |
| 14. Mai 1985       | Lupon        | [ 39 ]            | NPA            | marxistisch-leninistisch-maoistisch | Automatische Schusswaffen, Mörser       | Polizeiposten     | 23   | 0         | Kommunistischer Revolutionskampf auf den Philippinen |
| 26. Mai 1985       | Kabugao      | [ 40 ]            |                |                                     |                                         | Dorf              | 22   | 0         |                                                      |
| 25. Juli 1985      | Maasim       | [ 41 ]            | NPA            | marxistisch-leninistisch-maoistisch |                                         | Lkw               | 29   | 0         | Kommunistischer Revolutionskampf auf den Philippinen |
| 17. August 1985    | Dipolog City | [ 42 ]            | NPA            | marxistisch-leninistisch-maoistisch | Schusswaffen                            | Dorf              | 24   | 35        | Kommunistischer Revolutionskampf auf den Philippinen |
| 15. September 1985 | Lala         | [ 43 ]            |                |                                     | Sprengstoff                             | Kino              | 35   | 100       |                                                      |
| 03. Oktober 1985   | Polanco      | [ 44 ]            | NPA            | marxistisch-leninistisch-maoistisch |                                         | Militärkonvoi     | 21   | 10        | Kommunistischer Revolutionskampf auf den Philippinen |
| 14. Oktober 1985   | Lala         | [ 45 ]            | vermutlich NPA | marxistisch-leninistisch-maoistisch | Sprengstoff                             | Hahnenkampf-Arena | 13   | 52        | Kommunistischer Revolutionskampf auf den Philippinen |
| 16. Dezember 1985  | Munai        | [ 46 ]            | MNLF           | autonomistisch, föderalistisch      | Automatische Schusswaffen, Granatwerfer | Militärkonvoi     | 16   | 35        | Moro-Konflikt                                        |

## 1986
| Datum/Beginn       | Ort      | Artikel/Quelle(n) | Täter | Politische Ausrichtung             | Mittel       | Ziel   | Tote   | Verletzte | Hintergrund   |
| ------------------ | -------- | ----------------- | ----- | ---------------------------------- | ------------ | ------ | ------ | --------- | ------------- |
| 07. September 1986 | Salvador | [ 47 ]            | MILF  | autonomistisch, moro-sozialistisch | Schusswaffen | Kirche | 8 (+2) | 96        | Moro-Konflikt |

## 1987
| Datum/Beginn       | Ort               | Artikel/Quelle(n) | Täter          | Politische Ausrichtung              | Mittel                      | Ziel            | Tote | Verletzte | Hintergrund                                          |
| ------------------ | ----------------- | ----------------- | -------------- | ----------------------------------- | --------------------------- | --------------- | ---- | --------- | ---------------------------------------------------- |
| 15. Januar 1987    | Manila            | [ 48 ]            | MILF           | autonomistisch, moro-sozialistisch  | Schusswaffe(n), Granate(n)  |                 | 7    | 50        | Moro-Konflikt                                        |
| 24. Februar 1987   | Zamboanga del Sur | [ 49 ]            | vermutlich NPA | marxistisch-leninistisch-maoistisch | Granate(n)                  | Auditorium      | 9    | 58        | Kommunistischer Revolutionskampf auf den Philippinen |
| 13. März 1987      | Manila            | [ 50 ]            | vermutlich NPA | marxistisch-leninistisch-maoistisch | Sprengsatz                  | Militärakademie | 4    | 38        | Kommunistischer Revolutionskampf auf den Philippinen |
| 15. Juli 1987      | Northern Samar    | [ 51 ]            | NPA            | marxistisch-leninistisch-maoistisch | Automatische Schusswaffe(n) | Militärposten   | 24   | 0         | Kommunistischer Revolutionskampf auf den Philippinen |
| 19. Juli 1987      | Cotabato          | [ 52 ]            | NPA            | marxistisch-leninistisch-maoistisch | Automatische Schusswaffe(n) | Dorf            | 22   | 0         | Kommunistischer Revolutionskampf auf den Philippinen |
| 06. September 1987 | Zamboanga City    | [ 53 ]            |                |                                     | Gift                        | Polizei         | 19   | 140       |                                                      |

## 1988
| Datum/Beginn      | Ort        | Artikel/Quelle(n) | Täter | Politische Ausrichtung              | Mittel                                  | Ziel                | Tote | Verletzte | Hintergrund                                          |
| ----------------- | ---------- | ----------------- | ----- | ----------------------------------- | --------------------------------------- | ------------------- | ---- | --------- | ---------------------------------------------------- |
| 10. Januar 1988   | Kalinga    | [ 54 ]            | NPA   | marxistisch-leninistisch-maoistisch | Automatische Schusswaffe(n)             | Militäreinheit      | 28   | 0         | Kommunistischer Revolutionskampf auf den Philippinen |
| 12. Dezember 1988 | Cebu City  | [ 55 ]            | NPA   | marxistisch-leninistisch-maoistisch | Automatische Schusswaffe(n), Granate(n) | Polizeifahrzeug     | 0    | 30        | Kommunistischer Revolutionskampf auf den Philippinen |
| 05. Mai 1988      | Davao City | [ 56 ]            | NPA   | marxistisch-leninistisch-maoistisch | Sprengstoff                             | Passabwicklungsbüro | 0    | 20        | Kommunistischer Revolutionskampf auf den Philippinen |
| 17. Juni 1988     | Isabela    | [ 57 ]            | NPA   | marxistisch-leninistisch-maoistisch | Automatische Schusswaffe(n)             | Militäreinheit      | 32   | 0         | Kommunistischer Revolutionskampf auf den Philippinen |

## 1989
| Datum/Beginn       | Ort           | Artikel/Quelle(n) | Täter | Politische Ausrichtung              | Mittel                      | Ziel             | Tote | Verletzte | Hintergrund                                          |
| ------------------ | ------------- | ----------------- | ----- | ----------------------------------- | --------------------------- | ---------------- | ---- | --------- | ---------------------------------------------------- |
| 08. Januar 1989    | Esperanza     | [ 58 ]            |       |                                     | Sprengstoff                 | Basketball-Spiel | 26   | 80        |                                                      |
| 25. Juni 1989      | Digos         | [ 59 ]            | NPA   | marxistisch-leninistisch-maoistisch | Automatische Schusswaffe(n) | Kapelle          | 39   | 8         | Kommunistischer Revolutionskampf auf den Philippinen |
| 19. August 1989    | Davao del Sur | [ 60 ]            | NPA   | marxistisch-leninistisch-maoistisch | Granate                     | Fest             | 8    | 57        | Kommunistischer Revolutionskampf auf den Philippinen |
| 08. September 1989 | Cotabato      | [ 61 ]            | NPA   | marxistisch-leninistisch-maoistisch | Automatische Schusswaffe(n) | Militäreinheit   | 20   | 0         | Kommunistischer Revolutionskampf auf den Philippinen |

## 1990
| Datum/Beginn      | Ort         | Artikel/Quelle(n) | Täter | Politische Ausrichtung              | Mittel                      | Ziel           | Tote | Verletzte | Hintergrund                                          |
| ----------------- | ----------- | ----------------- | ----- | ----------------------------------- | --------------------------- | -------------- | ---- | --------- | ---------------------------------------------------- |
| 03. Mai 1990      | Quezon City | [ 62 ]            |       |                                     | Sprengstoff                 | Wohnviertel    | 0    | 20        |                                                      |
| 03. Dezember 1990 | Cotabato    | [ 63 ]            |       |                                     | Automatische Schusswaffe(n) | Militäreinheit | 0    | 20        |                                                      |
| 13. Dezember 1990 | Bansalan    | [ 64 ]            | NPA   | marxistisch-leninistisch-maoistisch | Automatische Schusswaffe(n) | Militäreinheit | 20   | 0         | Kommunistischer Revolutionskampf auf den Philippinen |

## 1991
| Datum/Beginn       | Ort            | Artikel/Quelle(n) | Täter                   | Politische Ausrichtung              | Mittel                      | Ziel                  | Tote | Verletzte | Hintergrund                                          |
| ------------------ | -------------- | ----------------- | ----------------------- | ----------------------------------- | --------------------------- | --------------------- | ---- | --------- | ---------------------------------------------------- |
| 16. Februar 1991   | Lacub          | [ 65 ]            | NPA                     | marxistisch-leninistisch-maoistisch | Automatische Schusswaffe(n) | Polizeieinheit        | 22   | 17        | Kommunistischer Revolutionskampf auf den Philippinen |
| 10. August 1991    | Zamboanga City | [ 66 ]            | vermutlich MNLF         | autonomistisch, föderalistisch      | Granate(n)                  | Religiöse Versammlung | 2    | 43        | Moro-Konflikt                                        |
| 26. September 1991 | Conner         | [ 67 ]            | NPA                     | marxistisch-leninistisch-maoistisch | Automatische Schusswaffe(n) | Militärpatrouille     | 22   | 6         | Kommunistischer Revolutionskampf auf den Philippinen |
| 27. September 1991 | Lanao del Sur  | [ 68 ]            | Muslimische Extremisten |                                     | Automatische Schusswaffe(n) | Militäreinheit        | 39   | 1         | Moro-Konflikt                                        |

## 1992
| Datum/Beginn      | Ort               | Artikel/Quelle(n) | Täter                               | Politische Ausrichtung              | Mittel                      | Ziel                   | Tote | Verletzte | Hintergrund                                          |
| ----------------- | ----------------- | ----------------- | ----------------------------------- | ----------------------------------- | --------------------------- | ---------------------- | ---- | --------- | ---------------------------------------------------- |
| 15. Februar 1992  | Marihatag         | [ 69 ]            | NPA                                 | marxistisch-leninistisch-maoistisch | Automatische Schusswaffe(n) | Militäreinheit         | 42   | 18        | Kommunistischer Revolutionskampf auf den Philippinen |
| 15. März 1992     | Cotabato City     | [ 70 ]            | NPA                                 | marxistisch-leninistisch-maoistisch | Landmine                    | Polizeifahrzeug        | 1    | 24        | Kommunistischer Revolutionskampf auf den Philippinen |
| 18. März 1992     | Kidapawan         | [ 71 ]            |                                     |                                     | Granate                     | Theater                | 0    | 21        |                                                      |
| 11. April 1992    | Sagada            | [ 72 ]            | NPA                                 | marxistisch-leninistisch-maoistisch | Automatische Schusswaffe(n) | Militärpatrouille      | 40   | 0         | Kommunistischer Revolutionskampf auf den Philippinen |
| 19. April 1992    | Iligan City       | [ 73 ]            | Muslimische Extremisten             |                                     | Granaten                    | Katholische Prozession | 7    | 80        | Moro-Konflikt                                        |
| 09. Mai 1992      | General Santos    | [ 74 ]            |                                     |                                     | Sprengstoff                 | Kundgebung             | 5    | 51        |                                                      |
| 15. August 1992   | Surigao City      | [ 75 ]            |                                     |                                     | Granate(n)                  | Hühnerstall            | 2    | 20        |                                                      |
| 23. August 1992   | Zamboanga City    | [ 76 ]            | vermutlich Muslimische Separatisten |                                     | Granate(n)                  | Katholischer Schrein   | 4    | 40        | Moro-Konflikt                                        |
| 30. November 1992 | Davao City        | [ 77 ]            |                                     |                                     | Sprengstoff                 | Chinesisches Gästehaus | 1    | 38        |                                                      |
| 12. Dezember 1992 | Zamboanga del Sur | [ 78 ]            |                                     |                                     | Sturmgewehr(e)              | Dorf                   | 40   | 10        |                                                      |

## 1993
| Datum/Beginn      | Ort            | Artikel/Quelle(n) | Täter                              | Politische Ausrichtung                     | Mittel                 | Ziel                | Tote | Verletzte | Hintergrund   |
| ----------------- | -------------- | ----------------- | ---------------------------------- | ------------------------------------------ | ---------------------- | ------------------- | ---- | --------- | ------------- |
| 28. Februar 1993  | Zamboanga City | [ 79 ]            | Abu Sajaf                          | islamistisch, islamisch-fundamentalistisch | 2 Sprengsätze          | Flughafen Zamboanga | 0    | 30        | Moro-Konflikt |
| 26. Dezember 1993 | Davao City     | [ 79 ]            | vermutlich Muslimische Extremisten |                                            | 2 Granaten, Sprengsatz | Kathedrale          | 6    | 151       | Moro-Konflikt |

## 1994
| Datum/Beginn       | Ort                 | Artikel/Quelle(n) | Täter                | Politische Ausrichtung                     | Mittel       | Ziel            | Tote | Verletzte | Hintergrund                                          |
| ------------------ | ------------------- | ----------------- | -------------------- | ------------------------------------------ | ------------ | --------------- | ---- | --------- | ---------------------------------------------------- |
| 18. Februar 1994   | Isulan              | [ 80 ]            | vermutlich Abu Sajaf | islamistisch, islamisch-fundamentalistisch | Granate      | Veranstaltung   | 11   | 24        | Moro-Konflikt                                        |
| 01. Mai 1994       | Tacurong            | [ 81 ]            |                      |                                            | Sprengstoff  | Markt           | 9    | 23        |                                                      |
| 05. Juni 1994      | Zamboanga City      | [ 82 ]            | Abu Sajaf            | islamistisch, islamisch-fundamentalistisch | Sprengstoff  | Einkaufszentrum | 3    | 33        | Moro-Konflikt                                        |
| 30. September 1994 | Zamboanga del Norte | [ 83 ]            | NPA                  | marxistisch-leninistisch-maoistisch        | Schusswaffen |                 | 8    | 40        | Kommunistischer Revolutionskampf auf den Philippinen |
| 20. Oktober 1994   | Carmen              | [ 84 ]            | MILF                 | autonomistisch, moro-sozialistisch         | Schusswaffen | Zivilisten      | 12   | 36        | Moro-Konflikt                                        |

## 1995
| Datum/Beginn      | Ort     | Artikel/Quelle(n) | Täter     | Politische Ausrichtung                     | Mittel                | Ziel  | Tote     | Verletzte | Hintergrund   |
| ----------------- | ------- | ----------------- | --------- | ------------------------------------------ | --------------------- | ----- | -------- | --------- | ------------- |
| 04. April 1995    | Ipil    | [ 85 ]            | Abu Sajaf | islamistisch, islamisch-fundamentalistisch | Geiselnahme, Bazookas | Stadt | 73 (+41) | 1         | Moro-Konflikt |
| 28. November 1995 | Kabacan | [ 86 ]            |           |                                            | Granaten              | Markt | 1        | 28        |               |

## 1996
| Datum/Beginn    | Ort            | Artikel/Quelle(n) | Täter                | Politische Ausrichtung                     | Mittel         | Ziel     | Tote | Verletzte | Hintergrund   |
| --------------- | -------------- | ----------------- | -------------------- | ------------------------------------------ | -------------- | -------- | ---- | --------- | ------------- |
| 08. Januar 1996 | Kabacan        | [ 87 ]            | MNLF                 | autonomistisch, föderalistisch             | Schusswaffe(n) | Gemeinde | 4    | 60        | Moro-Konflikt |
| 13. März 1996   | Zamboanga City | [ 88 ]            | vermutlich Abu Sajaf | islamistisch, islamisch-fundamentalistisch | Sprengsatz     | Theater  |      | 20        | Moro-Konflikt |

## 1997
| Datum/Beginn       | Ort            | Artikel/Quelle(n) | Täter                             | Politische Ausrichtung | Mittel      | Ziel           | Tote | Verletzte | Hintergrund   |
| ------------------ | -------------- | ----------------- | --------------------------------- | ---------------------- | ----------- | -------------- | ---- | --------- | ------------- |
| 01. Juli 1997      | Manila         | [ 89 ]            |                                   |                        | Granate     | Markt          | 1    | 27        | Moro-Konflikt |
| 17. Mai 1997       | Cagayan de Oro | [ 90 ]            |                                   |                        | Sprengstoff | Bushaltestelle | 3    | 39        |               |
| 03. September 1997 | Manila         | [ 91 ] [ 92 ]     | Filipino Soldiers for the Country |                        | Granaten    | Bushaltestelle | 6    | 120       |               |

## 1998
| Datum/Beginn      | Ort                     | Artikel/Quelle(n) | Täter | Politische Ausrichtung | Mittel        | Ziel            | Tote | Verletzte | Hintergrund |
| ----------------- | ----------------------- | ----------------- | ----- | ---------------------- | ------------- | --------------- | ---- | --------- | ----------- |
| 02. November 1998 | Cagayan de Oro, Cagayan | [ 93 ] [ 94 ]     |       |                        | 2 Sprengsätze | Bushaltestellen | 1    | 41        |             |

## 1999
| Datum/Beginn    | Ort   | Artikel/Quelle(n) | Täter                | Politische Ausrichtung                     | Mittel     | Ziel       | Tote | Verletzte | Hintergrund   |
| --------------- | ----- | ----------------- | -------------------- | ------------------------------------------ | ---------- | ---------- | ---- | --------- | ------------- |
| 02. Januar 1999 | Jolo  | [ 95 ]            | vermutlich Abu Sajaf | islamistisch, islamisch-fundamentalistisch | Granaten   | Zivilisten | 10   | 74        | Moro-Konflikt |
| 15. April 1999  | Albay | [ 96 ]            |                      |                                            | Sprengsatz |            | 14   | 30        |               |

## 2000
| Datum/Beginn      | Ort                  | Artikel/Quelle(n)                       | Täter                | Politische Ausrichtung                                                 | Mittel                                            | Ziel                                                           | Tote    | Verletzte | Hintergrund   |
| ----------------- | -------------------- | --------------------------------------- | -------------------- | ---------------------------------------------------------------------- | ------------------------------------------------- | -------------------------------------------------------------- | ------- | --------- | ------------- |
| 25. Februar 2000  | nahe Kolambugan      | [ 97 ]                                  | MILF                 | autonomistisch, moro-sozialistisch                                     | 2 Sprengsätze                                     | Bus, Fähre                                                     | 44      | 50        | Moro-Konflikt |
| 03. Mai 2000      | General Santos       | [ 98 ] [ 99 ] [ 100 ]                   | vermutlich MILF      | autonomistisch, moro-sozialistisch                                     | Selbstmordattentäter mit Autobombe, 3 Sprengsätze | Stadthalle, Hafen, Markt                                       | 14 (+1) | 30        | Moro-Konflikt |
| 18. Mai 2000      | Jolo, Zamboanga City | [ 101 ] [ 102 ]                         |                      |                                                                        | 3 Granaten, Sprengsatz                            | Markt, Bäckerei                                                | 5       | 34        | Moro-Konflikt |
| 25. Mai 2000      | Jolo                 | [ 103 ]                                 | vermutlich Abu Sajaf | islamistisch, islamisch-fundamentalistisch                             | 3 Granaten                                        | Markt                                                          | 4       | 39        | Moro-Konflikt |
| 17. Juli 2000     | Kabacan              | [ 104 ]                                 | vermutlich MILF      | autonomistisch, moro-sozialistisch                                     | Sprengsatz                                        | Markt                                                          | 2       | 35        | Moro-Konflikt |
| 17. Juli 2000     | Lanao del Sur        | [ 105 ]                                 | MILF                 | autonomistisch, moro-sozialistisch                                     | Schusswaffen                                      | Christliche Zivilisten                                         | 21      | 11        | Moro-Konflikt |
| 30. Dezember 2000 | Manila               | [ 106 ] [ 107 ] [ 108 ] [ 109 ] [ 110 ] | Jemaah Islamiyah     | panislamisch, islamisch-fundamentalistisch, salafistisch, wahhabitisch | 5 Sprengsätze                                     | Tankstelle, Park, Ninoy Aquino International Airport, Bus, Zug | 22      | 100       | Moro-Konflikt |

## 2001
| Datum/Beginn      | Ort            | Artikel/Quelle(n) | Täter           | Politische Ausrichtung                     | Mittel                    | Ziel                        | Tote    | Verletzte | Hintergrund   |
| ----------------- | -------------- | ----------------- | --------------- | ------------------------------------------ | ------------------------- | --------------------------- | ------- | --------- | ------------- |
| 30. April 2001    | Caloocan       | [ 111 ]           |                 |                                            | Granaten                  | Einkaufszentrum, Zivilisten | 0       | 30        |               |
| 02. Juni 2001     | Lamitan City   | [ 112 ]           | Abu Sajaf       | islamistisch, islamisch-fundamentalistisch | Schusswaffen, Geiselnahme | Krankenhaus                 | 15 (+1) | 41        | Moro-Konflikt |
| 08. Juli 2001     | General Santos | [ 113 ]           | vermutlich MILF | autonomistisch, moro-sozialistisch         | 2 Sprengsätze             | Gebäude                     | 0       | 22        | Moro-Konflikt |
| 28. Oktober 2001  | Zamboanga City | [ 114 ]           | Abu Sajaf       | islamistisch, islamisch-fundamentalistisch | Sprengsatz                | Zivilisten                  | 11      | 48        | Moro-Konflikt |
| 19. November 2001 | Sulu           | [ 115 ]           | MNLF            | autonomistisch, föderalistisch             | Mörser, Schusswaffen      | Soldaten                    | 4 (+48) | 27 (+13)  | Moro-Konflikt |

## 2002
| Datum/Beginn     | Ort            | Artikel/Quelle(n) | Täter                | Politische Ausrichtung                     | Mittel        | Ziel                        | Tote | Verletzte | Hintergrund   |
| ---------------- | -------------- | ----------------- | -------------------- | ------------------------------------------ | ------------- | --------------------------- | ---- | --------- | ------------- |
| 21. April 2002   | General Santos | [ 116 ] [ 117 ]   | Abu Sajaf            | islamistisch, islamisch-fundamentalistisch | 2 Sprengsätze | Einkaufszentrum, Zivilisten | 14   | 45        | Moro-Konflikt |
| 02. Oktober 2002 | Zamboanga City | [ 118 ]           | vermutlich Abu Sajaf | islamistisch, islamisch-fundamentalistisch | Motorradbombe | Restaurant                  | 3    | 25        | Moro-Konflikt |
| 17. Oktober 2002 | Zamboanga City | [ 119 ] [ 120 ]   | vermutlich Abu Sajaf | islamistisch, islamisch-fundamentalistisch | 2 Sprengsätze | Einkaufszentren             | 6    | 150+      | Moro-Konflikt |

## 2003
| Datum/Beginn    | Ort            | Artikel/Quelle(n) | Täter                | Politische Ausrichtung                     | Mittel                   | Ziel                                             | Tote    | Verletzte | Hintergrund   |
| --------------- | -------------- | ----------------- | -------------------- | ------------------------------------------ | ------------------------ | ------------------------------------------------ | ------- | --------- | ------------- |
| 01. Januar 2003 | Tacurong       | [ 121 ]           | MILF                 | autonomistisch, moro-sozialistisch         | Granate                  | Markt                                            | 9       | 32        | Moro-Konflikt |
| 28. Januar 2003 | Kidapawan      | [ 122 ]           | vermutlich MILF      | autonomistisch, moro-sozialistisch         | Sprengsatz               |                                                  | 0       | 23        | Moro-Konflikt |
| 04. März 2003   | Davao City     | [ 123 ]           |                      |                                            | Selbstmordattentäter     | Flughafen                                        | 23 (+1) | 150+      | Moro-Konflikt |
| 02. April 2003  | Davao City     | [ 124 ]           |                      |                                            | Sprengsatz               | Passagierterminal                                | 16      | 55        |               |
| 04. Mai 2003    | Siocon         | [ 125 ]           | MILF                 | autonomistisch, moro-sozialistisch         | Schusswaffen, Entführung | Militärhauptquartier, Polizeistation, Zivilisten | 16 (+2) | 23 (+11)  | Moro-Konflikt |
| 10. Mai 2003    | Koronadal City | [ 126 ] [ 127 ]   | vermutlich MILF      | autonomistisch, moro-sozialistisch         | 2 Sprengsätze            | Markt/Märkte                                     | 9 (+2)  | 43        | Moro-Konflikt |
| 10. Juli 2003   | Koronadal City | [ 128 ]           | vermutlich Abu Sajaf | islamistisch, islamisch-fundamentalistisch | Sprengsatz               | Markt                                            | 3       | 22        | Moro-Konflikt |

## 2004
| Datum/Beginn      | Ort            | Artikel/Quelle(n) | Täter     | Politische Ausrichtung                     | Mittel     | Ziel            | Tote | Verletzte | Hintergrund   |
| ----------------- | -------------- | ----------------- | --------- | ------------------------------------------ | ---------- | --------------- | ---- | --------- | ------------- |
| 27. Februar 2004  | Manila         | SuperFerry 14     | Abu Sajaf | islamistisch, islamisch-fundamentalistisch | Sprengsatz | Schiff          | 116  |           | Moro-Konflikt |
| 12. Dezember 2004 | General Santos | [ 130 ]           |           |                                            | Sprengsatz | Weihnachtsmarkt | 15   | 58        | Moro-Konflikt |

## 2005
| Datum/Beginn     | Ort                                | Artikel/Quelle(n)       | Täter     | Politische Ausrichtung                     | Mittel        | Ziel                 | Tote | Verletzte | Hintergrund   |
| ---------------- | ---------------------------------- | ----------------------- | --------- | ------------------------------------------ | ------------- | -------------------- | ---- | --------- | ------------- |
| 14. Februar 2005 | Davao City, General Santos, Makati | [ 131 ] [ 132 ] [ 133 ] |           |                                            | 3 Sprengsätze | Bus, Einkaufszentrum | 9    | 68+       | Moro-Konflikt |
| 28. August 2005  | Lamitan City                       | [ 134 ]                 | Abu Sajaf | islamistisch, islamisch-fundamentalistisch | Brandbombe    | Fähre                | 0    | 30        | Moro-Konflikt |

## 2006
| Datum/Beginn     | Ort      | Artikel/Quelle(n) | Täter                | Politische Ausrichtung                     | Mittel        | Ziel       | Tote | Verletzte | Hintergrund   |
| ---------------- | -------- | ----------------- | -------------------- | ------------------------------------------ | ------------- | ---------- | ---- | --------- | ------------- |
| 28. Januar 2006  | Jolo     | [ 135 ]           |                      |                                            | Schusswaffen  | Moschee    | 0    | 20        | Moro-Konflikt |
| 18. Februar 2006 | Sulu     | [ 136 ]           |                      |                                            | Sprengsatz    | Bar        | 1    | 28        | Moro-Konflikt |
| 27. März 2006    | Jolo     | [ 137 ]           | vermutlich Abu Sajaf | islamistisch, islamisch-fundamentalistisch | Sprengstoff   | Zivilisten | 9    | 20        | Moro-Konflikt |
| 10. Oktober 2006 | Makilala | [ 138 ]           |                      |                                            | 2 Sprengsätze | Zivilisten | 6    | 34        | Moro-Konflikt |

## 2007
| Datum/Beginn     | Ort            | Artikel/Quelle(n) | Täter                       | Politische Ausrichtung                                                               | Mittel        | Ziel                   | Tote | Verletzte | Hintergrund   |
| ---------------- | -------------- | ----------------- | --------------------------- | ------------------------------------------------------------------------------------ | ------------- | ---------------------- | ---- | --------- | ------------- |
| 10. Januar 2007  | General Santos | [ 139 ]           |                             |                                                                                      | Sprengsatz    | Lotterie               | 6    | 33        | Moro-Konflikt |
| 08. Mai 2007     | Tacurong       | [ 140 ]           | vermutlich Jemaah Islamiyah | islamistisch, islamisch-fundamentalistisch, panislamisch, salafistisch, wahhabitisch | Sprengsatz    | Wahlkampfveranstaltung | 9    | 34        | Moro-Konflikt |
| 18. Mai 2007     | Cotabato City  | [ 141 ]           |                             |                                                                                      | Sprengsatz    | Bushaltestelle         | 3    | 38        | Moro-Konflikt |
| 05. Oktober 2007 | Kidapawan      | [ 142 ]           | Jemaah Islamiyah            | islamistisch, islamisch-fundamentalistisch, panislamisch, salafistisch, wahhabitisch | 2 Sprengsätze | Markt, Zivilisten      | 2    | 36        | Moro-Konflikt |
| 19. Oktober 2007 | Makati         | [ 143 ] [ 144 ]   |                             |                                                                                      | Sprengsatz    | Einkaufszentrum        | 8    | 130+      |               |

## 2008
| Datum/Beginn      | Ort            | Artikel/Quelle(n) | Täter                | Politische Ausrichtung                     | Mittel                                 | Ziel                             | Tote | Verletzte | Hintergrund                                          |
| ----------------- | -------------- | ----------------- | -------------------- | ------------------------------------------ | -------------------------------------- | -------------------------------- | ---- | --------- | ---------------------------------------------------- |
| 30. Januar 2008   | General Santos | [ 145 ]           |                      |                                            | Sprengsatz                             | Konservenfabrik                  | 3    | 27        | Moro-Konflikt                                        |
| 24. Juli 2008     | Digos          | [ 146 ]           | vermutlich NPA       | marxistisch-leninistisch-maoistisch        | Sprengsatz                             | Bus                              | 3    | 35        | Kommunistischer Revolutionskampf auf den Philippinen |
| 18. August 2008   | nahe Tangcal   | [ 147 ]           | MILF                 | autonomistisch, moro-sozialistisch         | Schuss- und Stichwaffen, Brandstiftung | Soldaten, Polizisten, Zivilisten | 37   | 0         | Moro-Konflikt                                        |
| 18. Dezember 2008 | General Santos | [ 148 ] [ 149 ]   | vermutlich MILF      | autonomistisch, moro-sozialistisch         | 2 Sprengsätze                          | Kaufhäuser                       | 2    | 41        | Moro-Konflikt                                        |
| 23. Dezember 2008 | Basilan        | [ 150 ]           | vermutlich Abu Sajaf | islamistisch, islamisch-fundamentalistisch | Granate                                | Restaurant                       | 0    | 26        | Moro-Konflikt                                        |
| 31. Dezember 2008 | General Santos | [ 151 ]           | vermutlich MILF      | autonomistisch, moro-sozialistisch         | Granate                                | Polizisten, Zivilisten           | 0    | 22        | Moro-Konflikt                                        |

## 2009
| Datum/Beginn     | Ort                | Artikel/Quelle(n) | Täter                | Politische Ausrichtung                     | Mittel     | Ziel                   | Tote | Verletzte | Hintergrund   |
| ---------------- | ------------------ | ----------------- | -------------------- | ------------------------------------------ | ---------- | ---------------------- | ---- | --------- | ------------- |
| 20. Juni 2009    | Maasim             | [ 152 ]           | vermutlich MILF      | autonomistisch, moro-sozialistisch         | 2 Granaten | Zivilisten             | 1    | 32        | Moro-Konflikt |
| 05. Juli 2009    | nahe Cotabato City | [ 153 ]           | vermutlich MILF      | autonomistisch, moro-sozialistisch         | Sprengsatz | Kathedrale             | 4    | 34        | Moro-Konflikt |
| 07. Juli 2009    | Jolo               | [ 154 ]           | vermutlich Abu Sajaf | islamistisch, islamisch-fundamentalistisch | Autobombe  | Tankstelle, Zivilisten | 2    | 24        | Moro-Konflikt |
| 20. August 2009  | General Luna       | [ 155 ]           |                      |                                            | Granate    | Zivilisten             | 1    | 20        | Moro-Konflikt |
| 20. Oktober 2009 | Marawi             | [ 156 ]           |                      |                                            | Granate    | Zivilisten             | 3    | 21        | Moro-Konflikt |

## 2010
| Datum/Beginn     | Ort            | Artikel/Quelle(n) | Täter | Politische Ausrichtung | Mittel                                   | Ziel         | Tote | Verletzte | Hintergrund   |
| ---------------- | -------------- | ----------------- | ----- | ---------------------- | ---------------------------------------- | ------------ | ---- | --------- | ------------- |
| 27. Februar 2010 | Tuburan        | [ 157 ]           |       |                        | Automatische Schusswaffen, Brandstiftung | Dorf         | 11   | 20        | Moro-Konflikt |
| 21. Oktober 2010 | North Cotabato | [ 158 ]           |       |                        | Sprengsatz                               | Passagierbus | 10   | 30        | Moro-Konflikt |

## 2011
| Datum/Beginn      | Ort            | Artikel/Quelle(n) | Täter | Politische Ausrichtung | Mittel       | Ziel       | Tote | Verletzte | Hintergrund   |
| ----------------- | -------------- | ----------------- | ----- | ---------------------- | ------------ | ---------- | ---- | --------- | ------------- |
| 07. Oktober 2011  | Maguindanao    | [ 159 ]           |       |                        | Schusswaffen | Zivilisten | 2    | 20        | Moro-Konflikt |
| 27. November 2011 | Zamboanga City | [ 160 ]           |       |                        | Sprengsatz   | Hotel      | 3    | 27        | Moro-Konflikt |

## 2012
| Datum/Beginn       | Ort             | Artikel/Quelle(n) | Täter                | Politische Ausrichtung                     | Mittel       | Ziel                | Tote | Verletzte | Hintergrund                                          |
| ------------------ | --------------- | ----------------- | -------------------- | ------------------------------------------ | ------------ | ------------------- | ---- | --------- | ---------------------------------------------------- |
| 05. Mai 2012       | Lanao del Norte | [ 161 ]           |                      |                                            | Granate      | Bar                 | 2    | 30        | Moro-Konflikt                                        |
| 11. Juli 2012      | Basilan         | [ 162 ]           | Abu Sajaf            | islamistisch, islamisch-fundamentalistisch | Schusswaffen | Arbeiterkonvoi      | 6    | 22        | Moro-Konflikt                                        |
| 01. September 2012 | Davao City      | [ 163 ]           | NPA                  | marxistisch-leninistisch-maoistisch        | Granate      | Militärposten       | 0    | 37        | Kommunistischer Revolutionskampf auf den Philippinen |
| 07. September 2012 | Basilan         | [ 164 ]           | vermutlich Abu Sajaf | islamistisch, islamisch-fundamentalistisch | Schusswaffen | Lastwagen, Arbeiter | 1    | 36        | Moro-Konflikt                                        |

## 2013
| Datum/Beginn  | Ort            | Artikel/Quelle(n) | Täter                                           | Politische Ausrichtung                                                 | Mittel     | Ziel       | Tote | Verletzte | Hintergrund   |
| ------------- | -------------- | ----------------- | ----------------------------------------------- | ---------------------------------------------------------------------- | ---------- | ---------- | ---- | --------- | ------------- |
| 26. Juli 2013 | Cagayan de Oro | [ 165 ]           | vermutlich BIFF, Kilafah Islamic Movement, MILF | autonomistisch, salafistisch, moro-nationalistisch, moro-sozialistisch | Sprengsatz | Restaurant | 8    | 40        | Moro-Konflikt |

## 2014
| Datum/Beginn      | Ort     | Artikel/Quelle(n) | Täter           | Politische Ausrichtung                             | Mittel                    | Ziel                  | Tote | Verletzte | Hintergrund   |
| ----------------- | ------- | ----------------- | --------------- | -------------------------------------------------- | ------------------------- | --------------------- | ---- | --------- | ------------- |
| 28. Juli 2014     | Sulu    | [ 166 ]           | Abu Sajaf       | islamistisch, islamisch-fundamentalistisch         | Automatische Schusswaffen | Fahrzeuge, Zivilisten | 23   | 12        | Moro-Konflikt |
| 23. November 2014 | M'lang  | [ 167 ]           | BIFF            | autonomistisch, moro-nationalistisch, salafistisch | Sprengsatz                | Billardhalle          | 3    | 22        | Moro-Konflikt |
| 09. Dezember 2014 | Maramag | [ 168 ]           | vermutlich BIFF | autonomistisch, moro-nationalistisch, salafistisch | Autobombe                 | Bus                   | 10   | 34        | Moro-Konflikt |
| 31. Dezember 2014 | M'lang  | [ 169 ]           | BIFF            | autonomistisch, moro-nationalistisch, salafistisch | Sprengsatz                | Markt                 | 2    | 32        | Moro-Konflikt |

## 2015
| Datum/Beginn       | Ort            | Artikel/Quelle(n) | Täter     | Politische Ausrichtung                     | Mittel     | Ziel                | Tote | Verletzte | Hintergrund   |
| ------------------ | -------------- | ----------------- | --------- | ------------------------------------------ | ---------- | ------------------- | ---- | --------- | ------------- |
| 23. Januar 2015    | Zamboanga City | [ 170 ]           | Abu Sajaf | islamistisch, islamisch-fundamentalistisch | Sprengsatz | Bar, Bushaltestelle | 2    | 52        | Moro-Konflikt |
| 18. September 2015 | Zamboanga City | [ 171 ]           | Abu Sajaf | islamistisch, islamisch-fundamentalistisch | Sprengsatz | Bus                 | 1    | 32        | Moro-Konflikt |

## 2016
| Datum/Beginn       | Ort        | Artikel/Quelle(n) | Täter | Politische Ausrichtung                             | Mittel                               | Ziel               | Tote    | Verletzte | Hintergrund   |
| ------------------ | ---------- | ----------------- | ----- | -------------------------------------------------- | ------------------------------------ | ------------------ | ------- | --------- | ------------- |
| 21. Februar 2016   | Esperanza  | [ 172 ]           | BIFF  | autonomistisch, moro-nationalistisch, salafistisch | Granaten                             | Veranstaltung      | 1       | 47        | Moro-Konflikt |
| 09. April 2016     | Basilan    | [ 173 ]           |       |                                                    | Sprengstoff, Schuss- und Stichwaffen | Soldaten           | 18 (+3) | 51        |               |
| 02. September 2016 | Davao City | [ 174 ]           |       |                                                    | Sprengsatz                           | Markt, Universität | 15      | 70        | Moro-Konflikt |
| 28. Dezember 2016  | Hilongos   | [ 175 ]           |       |                                                    | Sprengsatz                           | Amateur-Boxkampf   | 0       | 35        |               |

## 2017
| Datum/Beginn    | Ort    | Artikel/Quelle(n) | Täter | Politische Ausrichtung | Mittel                     | Ziel     | Tote | Verletzte | Hintergrund   |
| --------------- | ------ | ----------------- | ----- | ---------------------- | -------------------------- | -------- | ---- | --------- | ------------- |
| 21. Juli 2017   | Marawi | [ 176 ]           |       |                        | Handgranaten, Schusswaffen | Soldaten | 9    | 49        | Moro-Konflikt |
| 31. August 2017 | Marawi | [ 177 ]           |       |                        | Sprengstoff                | Soldaten | 3    | 52        | Moro-Konflikt |

## 2018
| Datum/Beginn      | Ort           | Artikel/Quelle(n) | Täter     | Politische Ausrichtung                             | Mittel       | Ziel            | Tote | Verletzte | Hintergrund   |
| ----------------- | ------------- | ----------------- | --------- | -------------------------------------------------- | ------------ | --------------- | ---- | --------- | ------------- |
| 28. August 2018   | Isulan        | [ 178 ]           | BIFF      | autonomistisch, salafistisch, moro-nationalistisch | Sprengsatz   | Veranstaltung   | 2    | 36        | Moro-Konflikt |
| 17. November 2018 | Jolo          | [ 179 ]           | Abu Sajaf | islamistisch, islamisch-fundamentalistisch         | Schusswaffen | Soldaten        | 5    | 23        | Moro-Konflikt |
| 31. Dezember 2018 | Cotabato City | [ 180 ]           | IS        | salafistisch, wahhabitisch                         | Sprengsatz   | Einkaufszentrum | 2    | 28        | Moro-Konflikt |

## 2019
| Datum/Beginn      | Ort           | Artikel/Quelle(n)                                   | Täter                     | Politische Ausrichtung                                                  | Mittel                  | Ziel                             | Tote    | Verletzte | Hintergrund                                          |
| ----------------- | ------------- | --------------------------------------------------- | ------------------------- | ----------------------------------------------------------------------- | ----------------------- | -------------------------------- | ------- | --------- | ---------------------------------------------------- |
| 27. Januar 2019   | Jolo          | Anschlag auf die Kathedrale von Jolo im Januar 2019 | Abu Sajaf                 | islamistisch, islamisch-fundamentalistisch                              | 2 Selbstmordattentäter  | Kathedrale                       | 22 (+2) | 101       | Moro-Konflikt                                        |
| 28. Juni 2019     | Indanan       | [ 184 ] [ 185 ]                                     | vermutlich Abu Sajaf / IS | islamistisch, islamisch-fundamentalistisch / salafistisch, wahhabitisch | 2 Selbstmordattentäter  | Militärhauptquartier, Zivilisten | 6 (+2)  | 22        | Moro-Konflikt                                        |
| 11. November 2019 | Eastern Samar | [ 186 ]                                             | NPA                       | marxistisch-leninistisch-maoistisch                                     | Landminen, Schusswaffen | Soldaten                         | 6 (+1)  | 20        | Kommunistischer Revolutionskampf auf den Philippinen |

## 2020
| Datum/Beginn    | Ort         | Artikel/Quelle(n)               | Täter                | Politische Ausrichtung                     | Mittel                                                                       | Ziel                                 | Tote    | Verletzte | Hintergrund   |
| --------------- | ----------- | ------------------------------- | -------------------- | ------------------------------------------ | ---------------------------------------------------------------------------- | ------------------------------------ | ------- | --------- | ------------- |
| 24. August 2020 | Jolo (Sulu) | [ 187 ] [ 188 ] [ 189 ] [ 190 ] | vermutlich Abu Sajaf | islamistisch, islamisch-fundamentalistisch | Selbstmordattentäterin mit Motorradbombe, Selbstmordattentäterin, Sprengsatz | Lebensmittelmarkt, Sicherheitskräfte | 14 (+2) | 78        | Moro-Konflikt |

## 2023
| Datum/Beginn      | Ort    | Artikel/Quelle(n) | Täter | Politische Ausrichtung     | Mittel     | Ziel                                         | Tote | Verletzte | Hintergrund   |
| ----------------- | ------ | ----------------- | ----- | -------------------------- | ---------- | -------------------------------------------- | ---- | --------- | ------------- |
| 03. Dezember 2023 | Marawi | [ 191 ]           | IS    | salafistisch, wahhabitisch | Sprengsatz | Mindanao State University, katholische Messe | 4    | 50        | Moro-Konflikt |